# Jerzy Zaleski
Jerzy Jan Zaleski (ur. 28 maja 1923 w Warszawie, zm. 27 marca 2007 w Londynie) – polski działacz emigracyjny, minister Rządu RP na uchodźstwie w latach 1978-1990.

## Życiorys
Przed wojną uczył się w I Państwowym Gimnazjum i Liceum im. Stefana Batorego w Warszawie. We wrześniu 1939 walczył jako ochotnik w obronie Warszawy. Następnie przedostał się do wojska polskiego we Francji, po klęsce tego państwa służył w 1 Dywizji Pancernej, a od 1946 do 1947 w Polskim Korpusie Przysposobienia i Rozmieszczenia. Zwolniony z wojska w stopniu majora pozostał na emigracji. W 1951 ukończył Polish University College i Szkołę Nauk Politycznych i Społecznych w Londynie. W latach 1950–1954 pracował w biurze gen. Władysława Andersa. Od 1951 do 1954 był sekretarzem prezydium Centralnej Komisji Skarbu Narodowego.
Był działaczem Ligi Niepodległości Polski "Kraj i Prawo", która w 1954 poparła prezydenta Augusta Zaleskiego, z jej ramienia zasiadał w latach 1954-1957 w Radzie Rzeczypospolitej Polskiej. W latach 1963–1968 trzykrotnie odwiedzał Polskę z misją nawiązania kontaktu pomiędzy prezydentem RP na uchodźstwie a przedwojennymi generałami Wojska Polskiego. Po zjednoczeniu politycznym emigracji został członkiem Rady Narodowej RP (1973-1991 - z ramienia Ligi Niepodległości Polski, w której był kolejno sekretarzem generalnym (1972-1982), prezesem Głównego Komitetu Wykonawczego (1982-1985) oraz przewodniczącym Rady Naczelnej (1985-1990)) i wiceprezesem Skarbu Narodowego (1972-1978). Od 1978 do 1990 był członkiem kolejnych gabinetów rządu RP na uchodźstwie - kolejno ministrem spraw krajowych (1978-1979 w drugim rządzie Kazimierza Sabbata i 1979-1981 w trzecim rządzie Kazimierza Sabbata), ministrem bez teki (1981-1983 w trzecim rządzie Kazimierza Sabbata i 1984-1986 w czwartym rządzie Kazimierza Sabbata, sekretarzem Rady Ministrów w randze ministra w pierwszym rządzie Edwarda Szczepanika (1986-1989) oraz ministrem ds. spraw zleconych w drugim rządzie Edwarda Szczepanika (1989-1990), a następnie członkiem Komisji Likwidacyjnej Rządu RP na Uchodźstwie. Przez większość kariery zawodowej pracował w firmie Hachette Gotch Ltd (1951-1985). Od 1995 do śmierci w 2007 był prezesem Polonia Aid Foundation Trust.

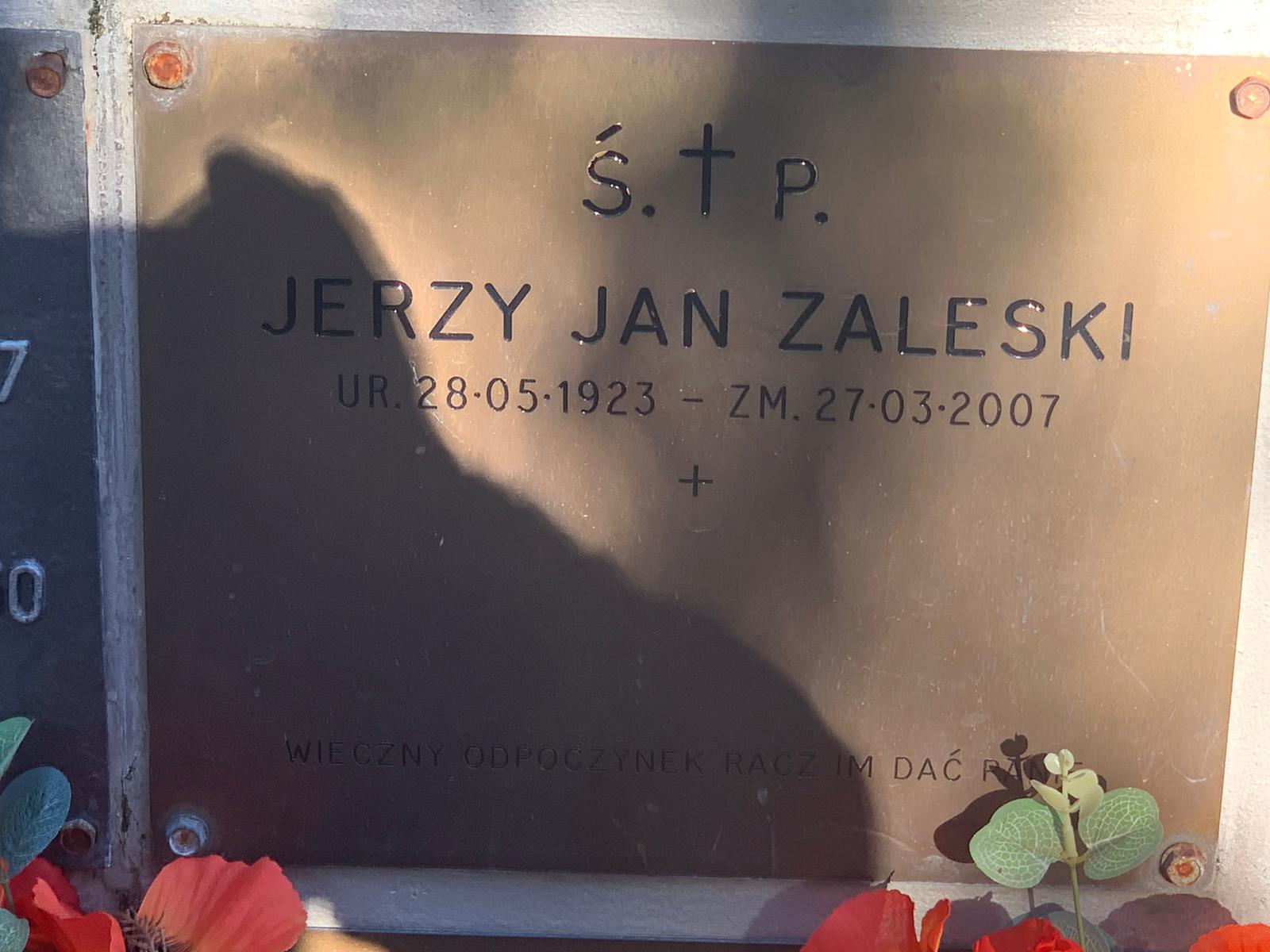
Grób Jerzego Zaleskiego

Pochowany na cmentarzu św. Andrzeja Boboli w Londynie (Stare columbarium, postument 5, strona wschodnia).

## Odznaczenia
- Krzyżem Komandorskim z Gwiazdą Orderu Odrodzenia Polski - postanowienie Prezydenta RP z dnia 6 listopada 2006 roku (M.P. nr 12 z 21 lutego 2007 poz. 115)